# Сеттатірат
Сеттатірат (лаос. ເສດຖາທິຣາດ; 24 січня 1534–1571) — вісімнадцятий правитель королівства Лансанг.
Починаючи з 1560-их років і до самої своєї смерті Сеттатірат успішно протистояв військовим кампаніям з боку бірманського полководця Баїннауна, який до того часу вже завоював Чіангмай (1558) та Аюттхаю (1564). Всередині своєї країни король переймався поширенням буддизму, зокрема зводив храми та монументальні статуї, зокрема Ват Сієнгтхонг у Луанґпхабанґу, Пхакео, Ват Онгтемагавіган і Тхатлуанґ у В'єнтьяні.

## Біографія
Був сином короля Потісарата I. 1546 року після смерті свого діда, Кетклао, який не лишив спадкоємців, Сеттатірат був коронований як новий володар держави Ланна. 1548 року новий король зробив своєю столицею місто Чіангсаен. Водночас чіангмайська фракція зберегла значний вплив при дворі. На той момент значно посилилось протистояння між Бірмою та Аюттхаєю.
Після смерті короля Потісарата місцева знать розділилась на дві фракції, одна з яких підтримувала принца Тхахеуа, інша ж підтримувала принца Ланчанга, матір'ю якого була аюттхайська принцеса. Поки Сеттатірат був ще у Чіангмаї, принци почали ділити країну між собою. Довідавшись про це, Сеттатірат швидко повернувся до Лансангу, облишивши справи Ланни на королеву Чірапрапху. З собою король узяв статую Смарагдового Будди (нині вважається одним із символів Таїланду). Зважаючи на тривалу відсутність Сеттатірата, знать Ланни почала шукати іншого кандидата на тайський престол.
Повернувшись на батьківщину, Сеттатірат узяв під контроль принца Тхахеуа та відрядив свого генерала для підкорення принца Ланчанга. Останній зазнав поразки та втік до Тхакхека, де його заарештував місцевий намісник та відправив до табору генерала. Придворних, які підтримували Ланчанга, було страчено, втім сам принц отримав королівське помилування, після чого він отримав посаду губернатора Сеанмуангу.
1553 року король Сеттатірат відрядив армію, щоб відвоювати Ланну з-під влади Мекуті, втім лаоське військо зазнало поразки. 1555 року Сеттатірат удався до чергової спроби відвоювати Ланну та зумів захопити Чіангсаєн. 1558 року Ланну захопив бірманський полководець Баїннаун. Король Мекуті здав Чіанг Май без бою, але зберіг свій трон як васал Бірми в умовах військової окупації.
1560 року король Сеттатірат переніс офіційну столицю з Луанґпхабанґа до В'єнтьяна, що залишався столицею впродовж наступних понад 250 років. Перенесення столиці супроводжувалось масштабним будівництвом: було зміцнено міські стіни; зведено новий королівський палац та храм Пхакео, в якому розмістили Смарагдового Будду; оновлено Тхат-Луанг, що нині є одним з національних символів Лаосу.
1563 року між Лансангом та Аюттхаєю було укладено союзний договір, однак союз розпався через дії короля Аюттхаї Мага Чаккрапхата. У розпал вторгнення бірманців до північної Аюттхаї 1564 року король Мага Таммарачатірат спробував відновити альянс із Лансангом. Однак, тому союзу не судилось відбутись, здебільшого через суперництво між Чаккрапхатом і Таммарачатіратом, які боролись за владу в Аюттхаї. Зрештою Чаккрапхат був змушений визнати себе васалом Баїннауна.
Після завоювання Аюттхаї бірманці повернули на північ, щоб захопити Ланну. Коли Чіанг Май здався, більшість його жителів утекли до В'єнтьяна. Втім 1565 року війська Баїннауна захопили і В'єнтьян. Тоді король організував партизанські загони у сільській місцевості, які здійснювали напади на окремі бірманські загони. Зіштовхнувшись із хворобами та нестачею провіанту, а також виснажений постійними партизанськими атаками, того ж 1565 року Баїннаун відступив, залишивши Лансанг єдиним незалежним з усіх тайських королівств.
1567 року король Магінтратірат звернувся до Сеттатірата з пропозицією спільного повстання проти Бірми. План передбачав сухопутне вторгнення Лансангу за підтримки аюттхайського флоту, спільні сили мали взяти під контроль річку Нан. Мага Чаккрапхат зміг повернутись до Аюттхаї, скориставшись дрібними заворушеннями в шанських землях.
Об'єднані сили спробували захопити Пхітсанулок, однак, усвідомивши, що місто надто укріплене, Сеттатірат відмовився від атаки. Відступаючи до В'єнтьяна він влаштовував засідки та зумів розбити армії п'ятьох бірманських генералів. Згодом, відчувши слабкість Чаккрапхата, Сеттатірат знову вдався до атаки на Пхітсанулок і захопив місто, втім не на довго.
У відповідь на постання 1568 року король Баїннаун відрядив значні сили для вторгнення до Аюттхаї. На початку наступного року, коли бірманська армія дісталась столиці, з В'єнтьяна на допомогу вирушили сили Лансангу. Однак бірманці розраховували на те, що прибуде підкріплення, й Сеттатірат потрапив у засідку. Після дводенного протистояння війська Сеттатірата зазнали поразки та були змушені відступити до В'єнтьяна.
Після того бірманці зосередились на взятті міста Аюттхая. В той же час король Сеттатірат, діставшись В'єнтьяна, наказав готуватись до негайної евакуації. Бірманцям знадобилось близько двох тижнів, щоб узяти Аюттхаю, чого вистачило Сеттатірату для підготовки до ведення тривалої партизанської війни. Бірманська армія підступила до В'єнтьяна та легко захопила слабко захищену столицю. Втім, як і 1565 року, Сеттатірат почав партизанську кампанію, керуючи зі своєї бази на річці Нан, на північний схід від В'єнтьяна. 1570 року Баїннаун відступив, а Сеттатірат удався до контратаки, взявши понад 30 000 бірманців у полон та захопивши 100 слонів і 2 300 одиниць слонової кістки.
1571 року Аюттхая та Ланна були бірманськими васалами. Двічі відбивши напади Баїннауна, Сеттатірат вирушив на південь, організувавши кампанію проти Кхмерської імперії. Перемога над кхмерами значно зміцнила б Лансанг, надавши йому вихід до моря й торгових шляхів, а головне — до європейської вогнепальної зброї, що з початку XVI століття все частіше використовувалась у тогочасних війнах. Кхмерські хроніки зафіксували, що лансанзька армія вдиралась до меж імперії 1571 та 1572 року. Під час другого вторгнення тамтешній володар Баром Рачеа I був убитий на слоновій дуелі. Однак потім кхмери зібрались та дали відсіч Сеттатірату, й той мусив відступити.
1571 року в результаті змови впливових придворних, які мали особисті образи на Сеттатірата, 37-річного короля було вбито на південному кордоні Лансангу.
Оскільки спадкоємець Сеттатірата, принц Кео Кумане був ще дитиною, новим королем себе проголосив Сен Сулінта, дід Кео Кумане по матері. Це стало початком чергового періоду турбулентності в лаоській історії, що призвело до остаточного завоювання королівства Баїннауном 1574 року, а Кео Кумане був вивезений до Бірми. Постійні суперечки за владу між представниками знаті, часи безвладдя в державі призвели до зростання заворушень серед населення.
За умов хаосу в країні місцеві жителі й частина знаті постійно намагались повернути Кео Кумане на престол. Зрештою, 1590 року, їм це вдалось, коли той досягнув повноліття, а бірманський володар Нандабаїн дозволив йому повернутись до Лансангу. 1593 року було проголошено відновлення незалежності від Бірми, хоч напади з її боку на кордони володінь Кео Кумане тривали впродовж усього його правління.
Загалом мирних періодів у Лаосі в ті часи було вкрай мало, допоки 1638 року трон не зайняв король Сурінья Вонґса.